# Dukku
Dukku é uma área de governo local de Gombe, Nigéria. Sua sede está na vila de Dukku. O rio Gongola flui através do oeste e norte da LGA.
Possui uma área de 3,815 km ² e uma população de 207.190 no censo de 2006.
O código postal da área é 760.
A linha para nordeste, de igual latitude e longitude passa pela LGA cerca de 6 km a sudeste da cidade de Dukku.